# 弘前東高前駅
弘前東高前駅（ひろさきひがしこうまええき）は青森県弘前市大字川先にある、弘南鉄道弘南線の駅である。駅番号はKK 02。車内の自動放送では「ひろさきひがしこうこうまえ」とアナウンスされる。

## 歴史

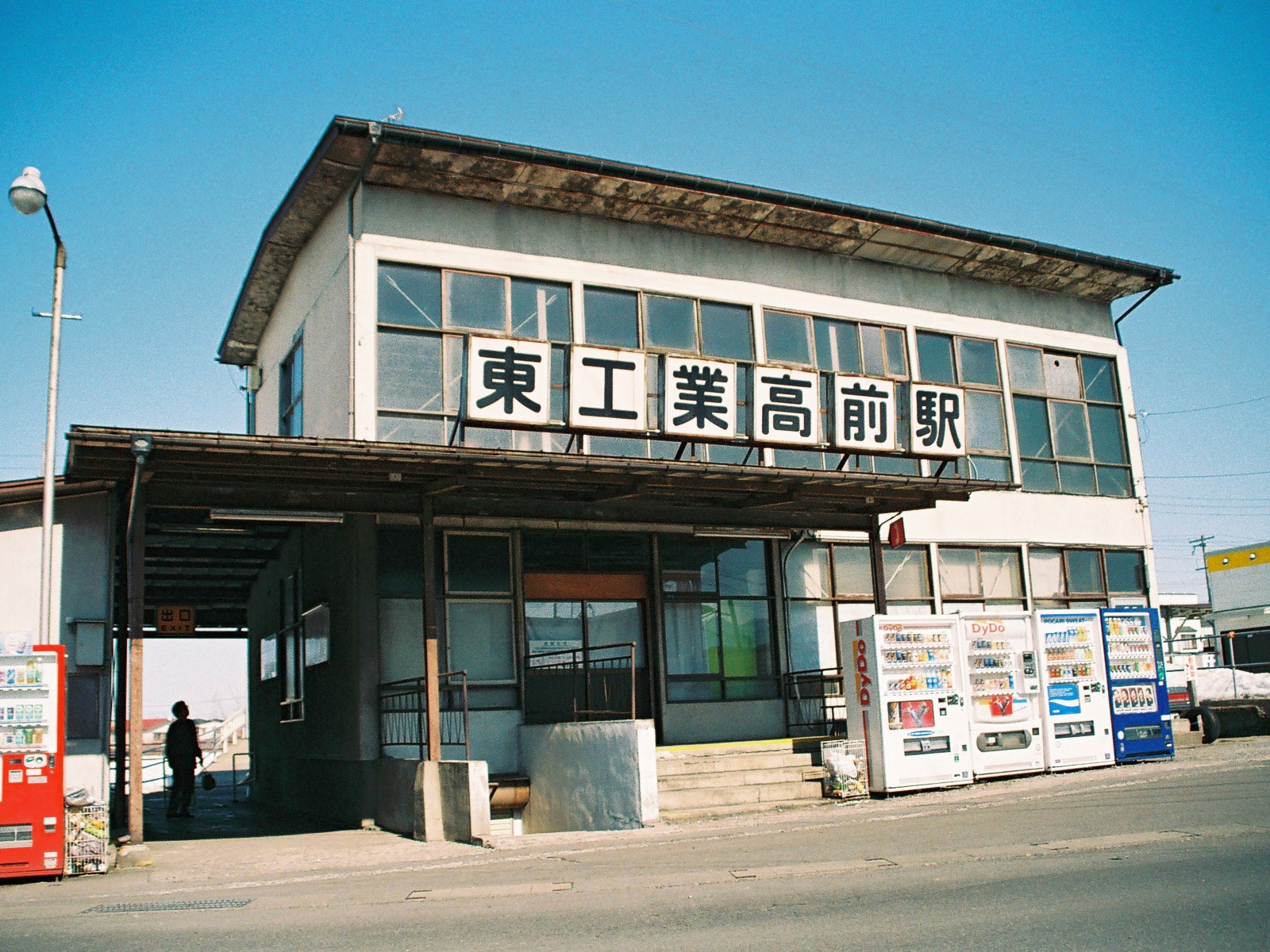
東工業高前駅時代の駅舎

- 1927年（昭和2年）9月7日：松森町駅が停留所として開業。
- 1929年（昭和4年）
  - 3月18日：停車場に格上げされる。
  - 6月17日：南弘前駅に改称される。
- 1984年（昭和59年）7月1日：貨物取扱を廃止する。
- 1985年（昭和60年）9月1日：駅業務を外部委託とする。
- 1988年（昭和63年）4月1日：弘前東工業高校（旧弘前電波高等学校）が最寄りなことから、東工業高前駅に改称する。
- 2005年（平成17年）4月1日：弘前東工業高等学校の改称に伴い、弘前東高前駅に改称する。

## 駅構造
単式ホーム1面1線を持つ地上駅。元々は列車交換可能であったが、現在は駅舎からもっとも離れた1線のみが使用される。ただし、棒線化後も当駅で閉塞が分けられているため、場内・出発信号機が稼動している。
平日の午前は駅窓口の営業を行う時間帯がある。駅員が配置されない時間は待合室が施錠されるため、使用することができない。

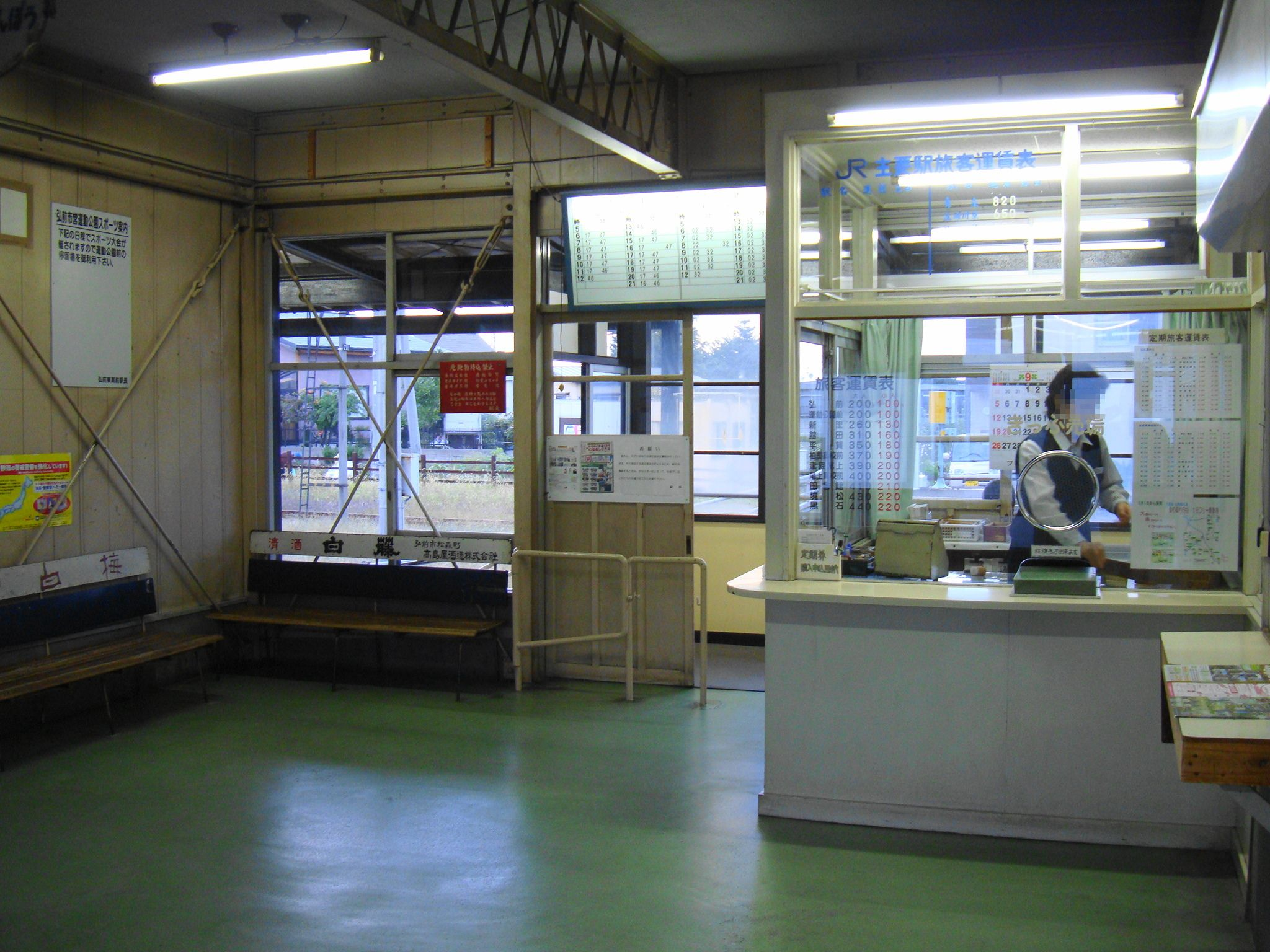
待合室と窓口
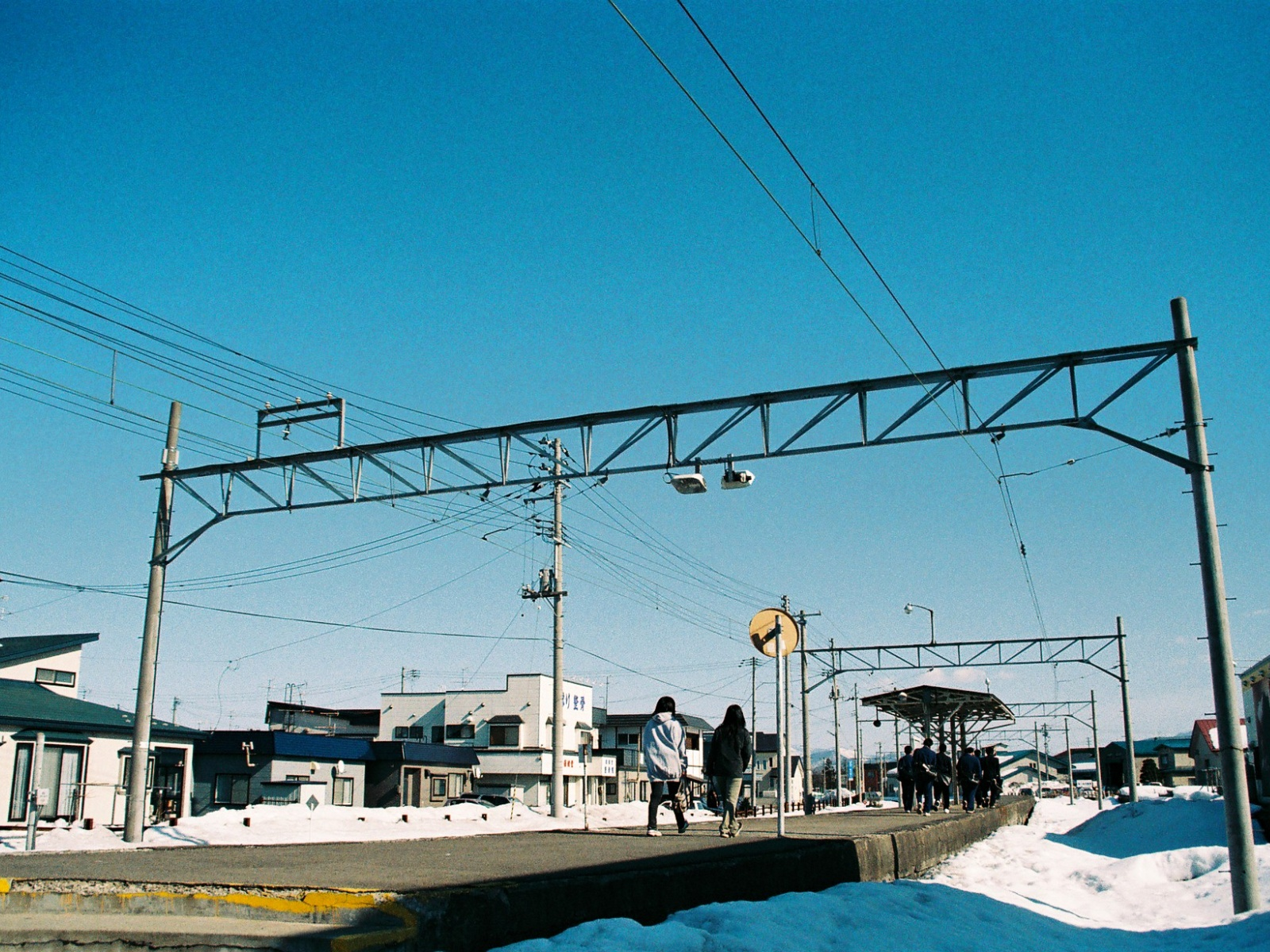
駅舎側から見たホーム

## 利用状況
| 1日乗降人員推移 | 1日乗降人員推移 |
| 年度            | 1日平均人数     |
| --------------- | --------------- |
| 2011年          | 330             |
| 2012年          | 317             |
| 2013年          | 334             |
| 2014年          | 308             |
| 2015年          | 331             |
| 2016年          | 347             |
| 2017年          | 300             |
| 2018年          | 126             |
| 2019年          | 115             |
| 2020年          | 219             |
| 2021年          | 198             |

## 駅周辺
駅名にもなっている弘前東高等学校のほか、数件の商業施設がある。

## 隣の駅
弘南鉄道
■弘南線
弘前駅（KK 01） - 弘前東高前駅（KK 02） - 運動公園前駅（KK 03）